# Michel Hagiothéodorite
 (juin 2025).
Améliorez-le ou discutez des points à vérifier. 
Michel Hagiothéodorite ou Hagiothéodoritès est un haut dignitaire de l'Empire byzantin, actif au XIIe siècle et qui occupe plusieurs fonctions de premier plan sous le règne de Manuel Ier Comnène.

## Biographie
Michel Hagiothéodorite appartient à une famille de l'aristocratie particulièrement visible sous le règne de Manuel Ier. Il a plusieurs frères et sœurs dont Nicolas Hagiothéodorite, un érudit et il semble que toutes ses sœurs ont embrassé la carrière monastique, dont une prénommée Anne. La mort de cette dernière fait l'objet d'une lettre de consolation de Grégoire Antiochos à Michel Hagiothéodorite. Un autre de ses frères, Jean, meurt en bas âge. Il apparaît dans les sources en 1158, dans les actes d'un monastère de Patmos. Michel suit des études de rhétorique et rentre dans l'administration impériale comme secrétaire, avant de devenir epi tou kanikleion. Il occupe aussi probablement la charge d'epi ton deeseon. Il est connu comme logothète du Drome en 1166, succédant peut-être à Jean Doukas Kamatéros et participe à plusieurs synodes, avant de prendre la tête de l'orphelinat de Constantinople comme orphanotrophe en 1170. Son successeur comme logothète est peut-être Basile Doukas Kamatéros, attesté à cette fonction en 1182. Selon les écrits d'Eustathe de Thessalonique, il est possible de situer sa mort avant 1185.